# Mapania micrococca
Mapania micrococca är en halvgräsart som först beskrevs av Tetsuo Michael Koyama, och fick sitt nu gällande namn av David Alan Simpson. Mapania micrococca ingår i släktet Mapania och familjen halvgräs. Inga underarter finns listade i Catalogue of Life.